# Kap Andreas
Kap Andreas (englisch Cape Andreas, in Argentinien Cabo Andreas, in Chile Cabo Karl Andreas) ist ein Kap an der Davis-Küste des Grahamlands auf der Antarktischen Halbinsel. Es markiert die Ostseite der Einfahrt zur Curtiss Bay.
Teilnehmer der Schwedischen Antarktisexpedition (1901–1903) unter der Leitung des Polarforschers Otto Nordenskjöld entdeckten das Kap und benannten es nach Karl Andreas Andersson (1875–1968), dem Zoologen der Forschungsreise.